# Aplidium kurilense
Aplidium kurilense is een zakpijpensoort uit de familie van de Polyclinidae. De wetenschappelijke naam van de soort is voor het eerst geldig gepubliceerd in 1974 door Beniaminson.